# Conselho Militar de Transição (Chade)
Conselho Militar de Transição (em francês:  Conseil militaire de transition, CMT) é a junta militar  do Chade criada em 20 de abril de 2021 com o objetivo de ser um governo de transição após a morte do presidente chadiano Idriss Déby. Declarou que assumiria o governo do Chade e continuaria as hostilidades contra os rebeldes no norte do país.  É presidido por Mahamat Idriss Déby, filho do falecido presidente.

## Contexto
Idriss Déby foi reeleito com 79,32% dos votos para um sexto mandato no primeiro turno da eleição presidencial de 2021, onde enfrentou seis candidatos "sem peso político", acusados de meros "atores secundários". Os resultados foram anunciados em 19 de abril de 2021. O presidente reeleito, entretanto, morreu em 20 de abril de ferimentos infligidos durante uma visita à linha de frente entre o exército chadiano e os rebeldes da Frente pela Alternância e Concórdia no Chade (FACT). Um regime militar de transição foi estabelecido, liderado por seu filho, o general Mahamat Déby.

## Fundação
Em 20 de abril de 2021, o porta-voz do Conselho Militar de Transição, General Azem Bermandoa Agouna, anunciou sua formação na televisão estatal.  No mesmo dia, Mahamat Idriss Déby nomeou quinze generais, incluindo ele próprio que fará parte do Conselho e outros catorze que eram leais a seu pai. 
Os militares anunciaram a dissolução da Assembleia Nacional e do governo, decretaram o fechamento das fronteiras e o estabelecimento de um toque de recolher. O conselho anuncia que tomará o poder por um período de transição de dezoito meses, findo o qual serão organizadas eleições.
A Reuters relatou que o Conselho substituiu a Constituição do Chade por uma nova carta, concedendo a Mahamat a presidência interina e tornando-o líder do Exército Nacional do Chade, as forças armadas do país. 
A criação do governo de transição foi criticada por alguns setores políticos por não cumprir as disposições da constituição do Chade, que determina que a presidência interina deveria ter sido transferida para o presidente da Assembleia Nacional, Haroun Kabadi. No entanto, a França, um aliado do país, defendeu a ação devido aos confrontos do governo com grupos rebeldes.